# Spisak preduzeća u Bosni i Hercegovini
Ovo je spisak preduzeća u Bosni i Hercegovini.
- Agrokomerc
- Aida d.d. Tuzla
- Aleksandrija d.o.o.
- Alma Ras
- Almi
- ATV Banja Luka
- Alumina Zvornik
- Aluminij Mostar
- Arcelor Mital Zenica
- Aromatika d.o.o.
- ASA Group
- Autoceste Federacije Bosne i Hercegovine
- Akvaterm Olovo
- AVAZ
- Azel Frens
- Banjalučka pivara
- Bajra
- Bekto preciza
- BEST Travnik
- BH erlajns
- BH pošta
- BH stil
- BH telekom
- Bihaćka pivovara
- Bimal Brčko
- Bingo Tuzla
- Birač Zvornik
- BN RTV
- Bosna Film
- Bosna Sunce Osiguranje
- Bosnalijek
- Borovo Travnik
- Bratstvo Novi Travnik
- Brojler BiH
- CaDa solucije
- Drvosječa d.o.o.
- Džananović Zenica
- Ekonomik Vitez
- Elektroprivreda BiH
- Elektroprivreda HZ Herceg-Bosne
- Energoinvest
- Energopetrol
- Etno-selo Stanišići
- Fabrika deterdženta Dita
- Fabrika duhana Sarajevo
- FAMOS
- FIS Vitez
- Grafotisak Banja Luka
- Hidrogradnja Sarajevo
- Hifa petrol
- Hotel Bristol Sarajevo
- Hotel Mepas Mostar
- Hotel Pahuljica Vlašić
- Hoteli Ilidža
- Hrvatska pošta Mostar
- HT ERONET
- Igman dd Konjic
- Imtek
- JKP GRAS Sarajevo
- Kent
- Kimtek
- Klas
- Koli Visoko
- Konjuh
- Kraljevsko selo Kotromanićevo
- Krivaja Zavidovići
- Lajon logistika Sarajevo
- Lasta Čapljina
- Lutrija BiH
- Madi Tešanj
- Metalno Zenica
- Mira Prijedor
- MITA grupa
- MKF Partner
- NATRON-Hajat Maglaj
- (Pik)
- Ovako Visoko
- Oslobođenje
- Pivara Tuzla
- Plamingo Gračanica
- Planika fleks
- Pobjeda Tešanj
- (Kolektiv d.o.o.)
- Pošte Srpske
- PPPK Banja Luka
- Pretis
- Prevent grupa
- Privredna banka Sarajevo
- Rafinerija nafte Bosanski Brod
- Rafinerija ulja Modriča
- Reumal Fojnica
- RMK promet
- Robot komerc
- rudnici
- Salčinović Zenica
- Saraj-komerc Gornji Vakuf
- Sarajevo Osiguranje
- Sarajevska pivara
- Sinkro namještaj
- Sintevit Vitez
- Slobodan Princip Seljo
- Smajić (mljekara)
- Solana Tuzla
- SOKO Mostar
- Standard Sarajevo
- Step Sarajevo
- Strojal Sarajevo
- Svjetlost Sarajevo
- Šume Republike Srpske
- Telekom Srpske Banja Luka
- Terme Laktaši
- Termoelektrana Kakanj
- Tifani
- TMD grupa Gradačac
- Toplane Sarajevo
- TV1
- Tvornica automobila Sarajevo (TAS)
- Tvornica cementa Kakanj
- Tvornica cementa Lukavac
- Tvornica šibica Dolac
- Unioninvest
- UNIS Sarajevo
- UPI Sarajevo
- Vakufska banka
- Violeta d.o.o.
- Vispak
- Vitaminka Banja Luka
- Vitezit Vitez
- ZEMA d.o.o.
- Zenička industrija mlijeka
- Željezara Zenica
- Željeznice FBiH
- Željeznice RS‏
- Žitoprodukt Banja Luka

## Spoljašnje veze
- Registar kompanija na sajtu Spoljnotrgovinske komore BiH